# Ruurd Elzer
Ruurd Elzer (Sneek, 27 februari 1915 - Groningen, 6 oktober 1995) was een Nederlandse kunstschilder.

## Leven en werk
Elzer was een zoon van notaris Gabe Elzer (1876-1950) en Sjoerdtje Rodenburg (1879-1969). Hij verhuisde in 1927 met zijn ouders van Friesland naar 't Zandt op het Groninger platteland. Na de hbs, waar hij tekenles had van Jan Derksen Staats, volgde hij een opleiding aan Academie Minerva in de stad Groningen. Leraren aan Minerva waren Willem Valk, A.W. Kort en C.P. de Wit. Elzer wilde zich wijden aan de schilderkunst en op aanraden van onder anderen klasgenoten Evert Musch en Abe Kuipers nam hij contact op met Jan Altink voor privélessen. In 1936 publiceerde hij een dichtbundel Verzen. In 1938 had hij zijn eerste tentoonstelling als schilder, in het Ebbingehuis in Groningen. 
In 1941 werd Elzer een voorlopig lidmaatschap van de kunstkring De Ploeg toegekend, samen met Siep Bouma, Jan Lucas van der Baan en Anton Buytendijk. In datzelfde jaar verloofde hij zich met Dieuwerke Grietje (Diete) Coolman (overleden 2002) en zij trouwden het jaar erop. Hendrik Werkman ontwierp de trouwkaart. Uit het huwelijk werd onder anderen zoon Sjoerd Elzer geboren. 
Elzer hield zich vooral bezig met landschapschilderkunst en portretten. Hij werkte aanvankelijk figuratief, vanaf eind jaren zestig vooral abstract. Hij recenseerde in de jaren zestig voor het Nieuwsblad van het Noorden ook werk van anderen. In 1980 werd, ter gelegenheid van zijn zestigste verjaardag, een tentoonstelling gehouden bij Pictura. Hij legde in dat jaar zijn functie als penningmeester van De Ploeg neer en zegde kort daarop zijn lidmaatschap op.
In 1994 startte het Centrum Beeldende Kunst in Groningen een zoektocht naar werk van Elzer voor een overzichtstentoonstelling, die in december 1995 plaatsvond. Elzer maakte de tentoonstelling niet meer mee, hij overleed in oktober 1995, op 80-jarige leeftijd.